# Škocjan
Cet article concerne commune de Basse-Carniole en Slovénie. Pour les autres significations, voir Škocjan (homonymie).
 Škocjan  (Sankt Kanzian en allemand) est une commune de Slovénie située dans la région de la Basse-Carniole. La commune n'a aucun lien avec les Grottes de Škocjan qui sont situées bien plus à l'ouest dans la commune slovène de Divača.

## Géographie
La commune fut créée en 1994 à partir d'une partie du territoire de la commune de Sevnica. Elle est située au nord-est des Alpes dinariques et au sud-est de la Slovénie. Son territoire est traversé par la rivière Krka, zone protégée depuis 1969.

### Villages
Les localités qui composent la commune sont Bučka, Čučja Mlaka, Dobrava pri Škocjanu, Dobruška vas, Dolenje Dole, Dolenje Radulje, Dolnja Stara vas, Dule, Gabrnik, Gorenje Dole, Gorenje Radulje, Goriška Gora, Goriška vas pri Škocjanu, Gornja Stara vas, Grmovlje, Hrastulje, Hudenje, Jarčji Vrh, Jelendol, Jerman Vrh, Klenovik, Mačkovec pri Škocjanu, Male Poljane, Močvirje, Osrečje, Ruhna vas, Segonje, Stara Bučka, Stopno, Stranje pri Škocjanu, Škocjan, Štrit, Tomažja vas, Velike Poljane, Zaboršt, Zagrad, Zalog pri Škocjanu, Zavinek et Zloganje.

## Démographie
Entre 1999 et 2021, la population de la commune a légèrement augmenté et dépasse les 3 400 habitants,.
Évolution démographique
| 1999  | 2000  | 2001  | 2002  | 2003  | 2004  | 2005  | 2006  | 2007  |
| ----- | ----- | ----- | ----- | ----- | ----- | ----- | ----- | ----- |
| 3 030 | 3 035 | 3 053 | 3 054 | 3 077 | 3 135 | 3 165 | 3 187 | 3 185 |
| 2008  | 2009  | 2010  | 2011  | 2012  | 2013  | 2014  | 2015  | 2016  |
| 3 223 | 3 177 | 3 273 | 3 212 | 3 193 | 3 224 | 3 221 | 3 224 | 3 236 |
| 2017  | 2018  | 2019  | 2020  | 2021  |       |       |       |       |
| 3 267 | 3 261 | 3 290 | 3 352 | 3 429 |       |       |       |       |

## Personnalités
- Ignatius Knoblehar (1819-1858), missionnaire;
- Franc Metelko (1779-1860), prêtre et linguiste.